# Dežela in Blejski kot
Dežela in Blejski kot (tudi Blejsko-Radovljiška kotlina) je naravnogeografska pokrajina na SZ Ljubljanske kotline, ki so jo z odlaganjem materiala oblikovali umikajoči se ledeniki ter z erozijo reki Sava Bohinjka ter Sava Dolinka.
Na Blejskem kotu naletimo še na ledeniške morene, ki so jih ustvarili ledeniki Julijskih Alp.
Pomembnejši mesti sta Bled (na Blejskem kotu) in Radovljica (na Deželi).